# Родригес, Бальтасар
Бальтасар Гальего Родригес (исп. Baltasar Gallego Rodríguez; Пустой шаблон {{ВД-Преамбула}} ) — аргентинский футболист, полузащитник клуба «Расинг» (Авельянеда).

## Клубная карьера
Гальего — воспитанник клуба «Расинг» из Авельянеды. 9 мая 2023 года в матче против «Тальерес» он дебютировал в аргентинской Примере. В поединке против «Унион Санта-Фе» Бальтасар забил свой первый гол за «Расинг». 